# Дело «Байсаева против России»
Дело «Байсаева против России» — судебный процесс, инициированный жалобой Асмарт Магомедовны Байсаевой против Российской Федерации, поданной ею в Европейский суд по правам человека (ЕСПЧ) 20 сентября 2001 года. Муж Байсаевой Шахид Байсаев был похищен в марте 2000 года в селе Подгорное близ Грозного. Материалы суда свидетельствуют, что дело о похищении приостанавливалось и возобновлялось 12 раз.
Заявительница жаловалась, что её муж исчез после задержания его военнослужащими федеральных войск. Её попытки найти супруга не встретили содействия со стороны государственных органов и представителей силовых и правоохранительных структур.
Решение по делу было вынесено 5 апреля 2007 года. ЕСПЧ постановил, что по делу Байсаевой не было проведено эффективного расследования. Суд признал Россию виновной за исчезновение Байсаева. Байсаевой решением суда присуждено 51 732 евро компенсации. Россия также должна возместить судебные издержки в размере 12 994 евро.

## Исчезновение Байсаева
2 марта 2000 года Шахид Байсаев выехал в соседнее село на работу. Дорога проходила через блокпост федеральных сил. Близ села Подгорное произошла перестрелка между двумя отрядами ОМОНа, в которой погибли 20 сотрудников милиции. После перестрелки в селе была проведена зачистка. Было задержано более 50 человек, в том числе супруг Байсаевой, которому на момент исчезновения исполнился 61 год.

## Расследование
В августе 2000 года Байсаева купила за 1000 долларов у одного из российских военнослужащих видеокассету, на которой была запечатлена сцена задержания её мужа. На записи Байсаев лежит на земле, окружённый федералами. Ему угрожают, его бьют и нецензурно оскорбляют, после чего отводят к полуразрушенному зданию, где он скрывается из виду. Продавец кассеты передал Байсаевой карту с указанием места захоронения её мужа, которое в тот момент находилось на территории войсковой части.
Эти материалы были немедленно переданы Байсаевой в прокуратуру. Следствие смогло получить доступ к месту предполагаемого убийства лишь спустя 16 месяцев. На этом месте были обнаружены человеческие останки и фрагменты одежды, похожей на ту, что была на Байсаеве в день задержания. Была достигнута договорённость с военнослужащими о повторном, более детальном обследовании места предполагаемой гибели Байсаева на следующий день. Но в эту ночь следователь погиб в результате взрыва его машины. Повторное обследование места предполагаемой гибели Байсаева так и не было произведено.
Байсаева была обвинена сотрудниками прокуратуры в организации взрыва, в котором погиб следователь по её делу. Ей предложили прекратить поиски ради безопасности детей и своей собственной.

## Суд
Байсаева 20 сентября 2001 года с помощью организации «Правовая инициатива по России» подала жалобу в Европейский суд. Байсаева утверждала, что были нарушены права её мужа: на жизнь (ст. 2 Европейской Конвенции о защите прав человека и основных свобод); на свободу и неприкосновенность (ст. 3); на эффективную правовую защиту (ст. 13). Также были нарушены права обоих супругов не подвергаться пыткам и бесчеловечному обращению (ст. 3).
Суд постановил выплатить Байсаевой компенсацию 50 тысяч евро за моральный ущерб. Решение суда было единогласным, при том, что один из семи судей представлял Россию. Россию обязали объективно расследовать исчезновение Байсаева. ЕСПЧ взял это расследование под контроль. Было особо отмечен тот факт, что Россия отказалась предоставить ЕСПЧ материалы дела, что свидетельствует о неконструктивности её позиции.